# Liga Boliviana de Básquetbol 2018
La Libobásquet o Liga Boliviana de Básquetbol 2018 fue la quinta temporada del máximo torneo de clubes de básquetbol en Bolivia organizado por la FBB, la cual contó con un único torneo disputado desde el mes de junio hasta septiembre. El campeón clasificó a la Liga Sudamericana de Clubes 2018.

## Temporada 2018
Al igual que en la rama femenina el equipo de San Simón de Cochabamba fue castigado con el descenso de categoría por 2 temporadas.
Al igual que en 2017 solo se jugó un torneo en la temporada 2017 por problemas económicos en los clubes y falta de patrocinadores en la federación.
Rubair de Quillacollo ascendió a la liga tras ganar la Liga Superior de Baloncesto Boliviano 2018.
El campeón vigente Calero de Potosí repitió título consagrándose esta vez en la ciudad de Oruro luego de vencer en los 3 partidos a CAN de Oruro.

### Ascenso/Descenso Indirecto 2018
Los clubes de Henry de Quillacollo (sub-campeón de la LSBB 2018) y And-1 de La Paz (último de la Libobásquet 2017) definieron en una llave al mejor de 3 partidos el equipo que jugaría la actual temporada.
HENRY vs AND-1
| 13 de junio, 20:30 | Henry                                                                      | 100–86               | And-1                                                      | Quillacollo, Cochabamba |  |  |
|                    | Parciales: 20-20, 23-24, 18-16, 39-26                                      |                      |                                                            |                         |  |  |
|                    | Estadísticas Diondre Mason Pratt 33 Diondre Mason Pratt 16 Isaac Mercado 2 | Reporte Pts Reb Asts | Estadísticas 25 Dariel Maza 22 Dariel Maza 4 Jorge Yampara | Pabellón: Max Fernandez |  |  |
| Serie: 1 - 0       |                                                                            |                      |                                                            |                         |  |  |
|                    |                                                                            |                      |                                                            |                         |  |  |

| 16 de junio, 20:30 | And-1                                                          | 101–95               | Henry                                                               | La Paz                                                                                   |  |  |
|                    | Parciales: 24-23, 21-25, 32-15, 24-32                          |                      |                                                                     |                                                                                          |  |  |
|                    | Estadísticas Reiner Castillo 41 Dariel Maza 22 Jorge Yampara 4 | Reporte Pts Reb Asts | Estadísticas 25 Marion Lewis 11 Diondre Mason Pratt 6 Jorge Montaño | Pabellón: Julio Borelli Viteritto Árbitros: * Frankling García* Daniel Vega* Jose Rivero |  |  |
| Serie: 1 - 1       |                                                                |                      |                                                                     |                                                                                          |  |  |
|                    |                                                                |                      |                                                                     |                                                                                          |  |  |

| 17 de junio, 20:30 | And-1                                                      | 96–94                | Henry                                                                | La Paz                                                                                         |  |  |
|                    | Parciales: 27-21, 23-25, 19-24, 27-24                      |                      |                                                                      |                                                                                                |  |  |
|                    | Estadísticas Dariel Maza 27 Dariel Maza 13 Jorge Yampara 5 | Reporte Pts Reb Asts | Estadísticas 43 Diondre Mason Pratt 16 Rodison Acosta 4 Marion Lewis | Pabellón: Julio Borelli Viteritto Árbitros: * Daniel Vega* Franklin García* Juan Carlos Torrez |  |  |
| Serie: 2 - 1       |                                                            |                      |                                                                      |                                                                                                |  |  |
|                    |                                                            |                      |                                                                      |                                                                                                |  |  |

## Equipos participantes
| Equipo                                                      | Ciudad                 | Temp | Coliseo                                 | Capacidad    |
| ----------------------------------------------------------- | ---------------------- | ---- | --------------------------------------- | ------------ |
| Club La Salle Olympic de Cochabamba                         | Cochabamba             | 4    | Polideportivo Evo Morales Grover Suárez | 12.000 1.500 |
| Club Deportivo Peñarol de Quillacollo                       | Cochabamba Quillacollo | 5    | Max Fernandez                           | -            |
| Club Deportivo Rubair de Quillacollo                        | Cochabamba Quillacollo | 1    | Max Fernandez                           | -            |
| Club Atlético Nacional (CAN)                                | Oruro                  | 5    | Coliseo CAN                             | 1.500        |
| Club Atlético Ramallo Lafuente (Carl A-Z)                   | Oruro                  | 2    | Luis Lazzo Quinteros                    | -            |
| Club Deportivo Calero de Potosí                             | Potosí                 | 4    | Ciudad de Potosí                        | 10.000       |
| Club Deportivo Cultural Pichincha de Potosí                 | Potosí                 | 5    | Ciudad de Potosí                        | 10.000       |
| Club Deportivo Cultural La Salle de Tarija                  | Tarija                 | 5    | Guadalquivir Básquebol                  | 5.000        |
| Club Vikingos de Tarija                                     | Tarija                 | 5    | Guadalquivir Básquebol                  | 5.000        |
| Club Amistad Blacmar de Sucre                               | Chuquisaca             | 5    | Polideportivo de Garcilazo              | 10.000       |
| Club And-1 de La Paz                                        | La Paz                 | 3    | Julio Borelli Viterito                  | 7.500        |
| Club Universidad Autónoma Gabriel René Moreno de Santa Cruz | Santa Cruz             | 5    | Gilberto Pareja                         | -            |

- Datos desde la temporada 2014

## Entrenadores
| Listado de entrenadores | Listado de entrenadores | Listado de entrenadores         |
| Equipo                  | Fechas                  | Entrenador                      |
| ----------------------- | ----------------------- | ------------------------------- |
| Amistad                 | Todas                   | Bernie Tarr                     |
| And-1                   | 2º a 9º                 | Igor Ramirez Guerra             |
| And-1                   | 10º a 12º               | Mauricio Mendez Valdivia        |
| And-1                   | 13º en adelante         | Igor Ramirez Guerra             |
| Calero                  | Todas                   | Giovanny Anton Vargas Cadima    |
| CAN                     | Todas                   | Sandro Alberto Patiño Sanchez   |
| Carl A-Z                | Todas                   | Marcelo Mendieta                |
| La Salle Olympic        | Todas                   | Luis Campuzano                  |
| La Salle                | Todas                   | Henry Paruta                    |
| Peñarol                 | 1º a 7º                 | Jose Luis Diez Canseco Perez    |
| Peñarol                 | 9º en adelante          | Osvaldo Pedro Saidman Rebollini |
| Pichincha               | 1º a 7º                 | Diego D'Andrea                  |
| Pichincha               | 8º en adelante          | Cristiano Carvalho              |
| Rubair                  | Todas                   | Jorge Antonio Montes Bascope    |
| Universidad             | 1º a 11º                | Mario Gonzalo Beramendi Murguia |
| Universidad             | 12º en adelante         | Alberto Guardia Saucedo         |
| Vikingos                | 1º a 3º                 | Mariano Schapovaloff            |
| Vikingos                | 5º en adelante          | Diego Flores Cuellar            |

## Primera fase
Se conformaron los 2 grupos para la primera fase con los clásicos interseries.
- Calero vs Pichincha
- La Salle vs Vikingos
- La Salle Olympic vs Peñarol
- CAN vs Rubair
- Carl A-Z vs And-1
- Amistad vs Universidad Cruceña

### Grupo A
| Equipo                  | PJ | PG | PP | CF   | CC   | DIF  | Pts |
| ----------------------- | -- | -- | -- | ---- | ---- | ---- | --- |
| Calero (Potosí)         | 12 | 10 | 2  | 1173 | 1045 | +128 | 22  |
| CAN (Oruro)             | 12 | 8  | 4  | 1065 | 1032 | +33  | 20  |
| La Salle Olympic (Cbba) | 12 | 8  | 4  | 954  | 911  | +43  | 20  |
| Amistad (Sucre)         | 12 | 5  | 7  | 1023 | 987  | +36  | 17  |
| Carl A-Z (Oruro)        | 12 | 5  | 7  | 1002 | 1058 | -56  | 17  |
| Vikingos (Tarija)       | 12 | 3  | 9  | 932  | 1054 | -122 | 15  |

- Actualizado 20/08/2018 - 22:12
- Tabla realizada con la app "Administrador del Torneo".

|  |                                                       |
|  | Clasificados a los Play-offs por tener mejor puntaje. |

| Pichincha   | 94 – 98  | Calero           | Ciudad de Potosí          | 20 de junio | 20:30 |
| Peñarol     | 94 – 85  | La Salle Olympic | Polideportivo Evo Morales | 20 de junio | 20:00 |
| Universidad | 72 – 75  | Amistad          | Gilberto Pareja           | 20 de junio | 20:30 |
| La Salle    | 100 – 63 | Vikingos         | Guadalquivir Básquetbol   | 20 de junio | 20:30 |
| CAN         | 78 – 76  | Rubair           | Coliseo CAN               | 21 de junio | 19:00 |
| And-1       | 84 – 97  | Carl A-Z         | Julio Borelli Viterito    | 31 de julio | 20:00 |

| La Salle Olympic | 68 – 65 | Carl A-Z | Polideportivo Evo Morales | 17 de julio | 20:00 |
| Amistad          | 96 – 84 | Vikingos | Polideportivo Garcilazo   | 26 de junio | 20:30 |
| Calero           | 87 – 93 | CAN      | Ciudad de Potosí          | 17 de julio | 20:30 |

| CAN              | 92 – 76 | Amistad  | Coliseo CAN               | 30 de junio | 20:00 |
| La Salle Olympic | 81 – 91 | Calero   | Polideportivo Evo Morales | 30 de junio | 20:00 |
| Carl A-Z         | 89 – 86 | Vikingos | Luis Lazzo Quinteros      | 29 de junio | 20:30 |

| Amistad  | 88 – 92 | Calero           | Polideportivo Garcilazo | 6 de julio | 20:30 |
| Carl A-Z | 84 – 72 | CAN              | Luis Lazzo Quinteros    | 6 de julio | 20:30 |
| Vikingos | 66 – 78 | La Salle Olympic | Guadalquivir Básquetbol | 6 de julio | 20:30 |

| Vikingos | 74 – 94 | Calero           | Guadalquivir Básquebol  | 10 de julio | 20:30 |
| Amistad  | 98 – 92 | Carl A-Z         | Polideportivo Garcilazo | 10 de julio | 20:30 |
| CAN      | 96 – 74 | La Salle Olympic | Coliseo CAN             | 10 de julio | 20:30 |

| Carl A-Z         | 106 – 116 | Calero  | Luis Lazzo Quinteros      | 13 de julio  | 20:30 |
| La Salle Olympic | 71 – 58   | Amistad | Polideportivo Evo Morales | 14 de julio  | 20:00 |
| Vikingos         | 96 – 91   | CAN     | Guadalquivir Básquetbol   | 17 de agosto | 20:30 |

| Calero           | 109 – 102 | Pichincha   | Ciudad de Potosí          | 20 de julio | 20:30 |
| Rubair           | 99 – 107  | CAN         | Máx Fernández             | 20 de julio | 20:30 |
| Amistad          | 108 – 64  | Universidad | Polideportivo Garcilazo   | 20 de julio | 20:00 |
| Carl A-Z         | 88 – 81   | And-1       | Luis Lazzo Quinteros      | 20 de julio | 20:30 |
| Vikingos         | 97 – 99   | La Salle    | Guadalquivir Básquetbol   | 20 de julio | 20:30 |
| La Salle Olympic | 78 – 56   | Peñarol     | Polideportivo Evo Morales | 21 de julio | 19:00 |

| CAN      | 88 – 83 | Calero           | Coliseo CAN               | 24 de julio  | 20:30 |
| Vikingos | 77 – 74 | Amistad          | Polideportivo Evo Morales | 24 de julio  | 20:30 |
| Carl A-Z | 75 – 98 | La Salle Olympic | Luis Lazzo Quinteros      | 15 de agosto | 20:30 |

| Amistad  | 107 – 77 | CAN              | Polideportivo Garcilazo | 27 de julio | 20:30 |
| Vikingos | 84 – 58  | Carl A-Z         | Guadalquivir Básquetbol | 27 de julio | 20:30 |
| Calero   | 89 – 74  | La Salle Olympic | Ciudad de Potosí        | 27 de julio | 20:30 |

| CAN              | 103 – 83 | Carl A-Z | Coliseo CAN      | 3 de agosto | 20:30 |
| Calero           | 98 – 96  | Amistad  | Ciudad de Potosí | 3 de agosto | 20:30 |
| La Salle Olympic | 68 – 65  | Vikingos | Grover Suárez    | 3 de agosto | 20:30 |

| Carl A-Z         | 80 – 76  | Amistad  | Luis Lazzo Quinteros | 6 de agosto  | 20:30 |
| La Salle Olympic | 91 – 85  | CAN      | Grover Suarez        | 20 de agosto | 20:00 |
| Calero           | 124 – 64 | Vikingos | Ciudad de Potosí     | 15 de agosto | 20:30 |

| CAN     | 83 – 76 | Vikingos         | Coliseo CAN             | 14 de agosto | 20:30 |
| Amistad | 71 – 88 | La Salle Olympic | Polideportivo Garcilazo | 18 de agosto | 20:30 |
| Calero  | 92 – 85 | Carl A-Z         | Ciudad de Potosí        | 17 de agosto | 20:30 |

### Grupo B
| Equipo                   | PJ | PG | PP | CF   | CC   | DIF  | Pts |
| ------------------------ | -- | -- | -- | ---- | ---- | ---- | --- |
| La Salle (Tarija)        | 12 | 11 | 1  | 1095 | 904  | +191 | 23  |
| Rubair (Quillacollo)     | 12 | 7  | 5  | 1047 | 1035 | +12  | 19  |
| Pichincha (Potosí)       | 12 | 6  | 6  | 1112 | 993  | +119 | 18  |
| Peñarol (Quillacollo)    | 12 | 5  | 7  | 1022 | 1093 | -71  | 17  |
| Universidad (Santa Cruz) | 12 | 3  | 9  | 858  | 1031 | -173 | 15  |
| And-1 (La Paz)           | 12 | 1  | 11 | 971  | 1111 | -140 | 13  |

- Actualizado 20/08/2018 - 21:51
- Tabla realizada con la app "Administrador del Torneo".

|  |                                                       |
|  | Clasificados a los Play-offs por tener mejor puntaje. |

| Pichincha   | 94 – 98  | Calero           | Ciudad de Potosí          | 20 de junio | 20:30 |
| Peñarol     | 94 – 85  | La Salle Olympic | Polideportivo Evo Morales | 20 de junio | 20:00 |
| Universidad | 72 – 75  | Amistad          | Gilberto Pareja           | 20 de junio | 20:30 |
| La Salle    | 100 – 63 | Vikingos         | Guadalquivir Básquetbol   | 20 de junio | 20:30 |
| CAN         | 78 – 76  | Rubair           | Coliseo CAN               | 21 de junio | 19:00 |
| And-1       | 84 – 97  | Carl A-Z         | Julio Borelli Viterito    | 31 de julio | 20:00 |

| Pichincha | 69 – 87 | La Salle    | Ciudad de Potosí       | 23 de junio | 20:00 |
| And-1     | 82 – 66 | Universidad | Julio Borelli Viterito | 23 de junio | 20:00 |
| Rubair    | 87 – 80 | Peñarol     | Máx Fernández          | 23 de junio | 19:30 |

| La Salle    | 96 – 69  | Rubair    | Guadalquivir Básquebol | 30 de junio | 20:30 |
| Universidad | 82 – 93  | Peñarol   | Gilberto Pareja        | 29 de junio | 20:30 |
| And-1       | 95 – 107 | Pichincha | Julio Borelli Viterito | 2 de julio  | 20:00 |

| Pichincha   | 110 – 82 | Rubair   | Ciudad de Potosí | 7 de julio | 20:00 |
| Peñarol     | 97 – 91  | And-1    | Máx Fernández    | 7 de julio | 20:30 |
| Universidad | 54 – 67  | La Salle | Gilberto Pareja  | 6 de julio | 20:30 |

| Rubair    | 77 – 61  | Universidad | Máx Fernández          | 10 de julio | 20:30 |
| Pichincha | 112 – 81 | Peñarol     | Ciudad de Potosí       | 10 de julio | 15:00 |
| And-1     | 77 – 90  | La Salle    | Julio Borelli Viterito | 16 de julio | 15:00 |

| Universidad | 78 – 74  | Pichincha | Gilberto Pareja        | 13 de julio | 20:30 |
| Peñarol     | 91 – 105 | La Salle  | Máx Fernández          | 13 de julio | 21:00 |
| And-1       | 87 – 93  | Rubair    | Julio Borelli Viterito | 13 de julio | 20:30 |

| Calero           | 109 – 102 | Pichincha   | Ciudad de Potosí          | 20 de julio | 20:30 |
| Rubair           | 99 – 107  | CAN         | Máx Fernández             | 20 de julio | 20:30 |
| Amistad          | 108 – 64  | Universidad | Polideportivo Garcilazo   | 20 de julio | 20:00 |
| Carl A-Z         | 88 – 81   | And-1       | Luis Lazzo Quinteros      | 20 de julio | 20:30 |
| Vikingos         | 97 – 99   | La Salle    | Guadalquivir Básquetbol   | 20 de julio | 20:30 |
| La Salle Olympic | 78 – 56   | Peñarol     | Polideportivo Evo Morales | 21 de julio | 19:00 |

| Universidad | 96 – 66 | And-1     | Gilberto Pareja         | 24 de julio | 20:30 |
| Peñarol     | 91 – 98 | Rubair    | Máx Fernández           | 24 de julio | 21:00 |
| La Salle    | 78 – 65 | Pichincha | Guadalquivir Básquetbol | 31 de julio | 20:30 |

| Rubair    | 96 – 66 | La Salle    | Max Fernández    | 27 de julio | 20:30 |
| Peñarol   | 89 – 90 | Universidad | Máx Fernández    | 28 de julio | 20:30 |
| Pichincha | 91 – 75 | And-1       | Ciudad de Potosí | 28 de julio | 20:30 |

| Rubair   | 82 – 101 | Pichincha   | Max Fernández           | 3 de agosto | 20:30 |
| La Salle | 91 – 66  | Universidad | Guadalquivir Básquetbol | 3 de agosto | 20:30 |
| And-1    | 83 – 86  | Peñarol     | Julio Borelli Viterito  | 3 de agosto | 20:30 |

| Universidad | 87 – 96  | Rubair    | Gilberto Pareja         | 6 de agosto | 20:00 |
| Peñarol     | 86 – 74  | Pichincha | Max Fernández           | 6 de agosto | 20:00 |
| La Salle    | 108 – 79 | And-1     | Guadalquivir Básquetbol | 6 de agosto | 20:00 |

| Rubair    | 92 – 71  | And-1       | Max Fernández           | 11 de agosto | 20:30 |
| Pichincha | 113 – 42 | Universidad | Ciudad de Potosí        | 20 de agosto | 20:00 |
| La Salle  | 108 – 78 | Peñarol     | Guadalquivir Básquetbol | 18 de agosto | 20.30 |

### Equipos igualados en puntos
| Equipo                         | PJ | PG | PP | CF  | CC  | DIF | Pts |
| ------------------------------ | -- | -- | -- | --- | --- | --- | --- |
| CAN (Oruro)*                   | 2  | 1  | 1  | 181 | 165 | +16 | 3   |
| La Salle Olympic (Cochabamba)* | 2  | 1  | 1  | 165 | 181 | -16 | 3   |

- CAN avanza como segundo por mejor diferencia de cesto entre equipos igulados en puntos.

| Equipo            | PJ | PG | PP | CF  | CC  | DIF | Pts |
| ----------------- | -- | -- | -- | --- | --- | --- | --- |
| Amistad (Sucre)*  | 2  | 1  | 1  | 174 | 172 | +2  | 3   |
| Carl A-Z (Oruro)* | 2  | 1  | 1  | 172 | 174 | -2  | 3   |

- Amistad avanza como cuarto por mejor diferencia de cesto entre equipos igulados en puntos.

## Segunda fase
La fase final de Playoffs se jugará al mejor de 5 partidos en todas las fases (2-2-1).

### Cuadro
|  | Cuartos de final                | Cuartos de final                | Cuartos de final                |        |    | Semifinales          | Semifinales          | Semifinales          |  |    | Finales                | Finales                | Finales                |  |
|  | 24 de agosto al 1 de septiembre | 24 de agosto al 1 de septiembre | 24 de agosto al 1 de septiembre |        |    | 4 al 8 de septiembre | 4 al 8 de septiembre | 4 al 8 de septiembre |  |    | 14 al 21 de septiembre | 14 al 21 de septiembre | 14 al 21 de septiembre |  |
|  |                                 |                                 |                                 |        |    |                      |                      |                      |  |    |                        |                        |                        |  |
|  |                                 |                                 |                                 |        |    |                      |                      |                      |  |    |                        |                        |                        |  |
|  | 1A                              | Calero                          | 3                               |        |    |                      |                      |                      |  |    |                        |                        |                        |  |
|  | 1A                              | Calero                          | 3                               |        |    |                      |                      |                      |  |    |                        |                        |                        |  |
|  | 4B                              | Peñarol                         | 0                               |        |    |                      |                      |                      |  |    |                        |                        |                        |  |
|  | 4B                              | Peñarol                         | 0                               |        | 1A | Calero               | 3                    |                      |  |    |                        |                        |                        |  |
|  |                                 |                                 |                                 |        | 1A | Calero               | 3                    |                      |  |    |                        |                        |                        |  |
|  |                                 |                                 | 2B                              | Rubair | 0  |                      |                      |                      |  |    |                        |                        |                        |  |
|  | 2B                              | Rubair                          | 2B                              | Rubair | 0  | 3                    |                      |                      |  |    |                        |                        |                        |  |
|  | 2B                              | Rubair                          |                                 |        |    |                      |                      |                      |  |    |                        |                        |                        |  |
|  | 3A                              | La Salle Olympic                | 2                               |        |    |                      |                      |                      |  |    |                        |                        |                        |  |
|  | 3A                              | La Salle Olympic                | 2                               |        |    |                      |                      |                      |  | 1A | Calero                 | 3                      |                        |  |
|  |                                 |                                 |                                 |        |    |                      |                      |                      |  | 1A | Calero                 | 3                      |                        |  |
|  |                                 |                                 | 2A                              | CAN    | 0  |                      |                      |                      |  |    |                        |                        |                        |  |
|  | 1B                              | La Salle                        | 2A                              | CAN    | 0  | 3                    |                      |                      |  |    |                        |                        |                        |  |
|  | 1B                              | La Salle                        |                                 |        |    |                      |                      |                      |  |    |                        |                        |                        |  |
|  | 4A                              | Amistad                         | 2                               |        |    |                      |                      |                      |  |    |                        |                        |                        |  |
|  | 4A                              | Amistad                         | 2                               |        | 1B | La Salle             | 1                    |                      |  |    |                        |                        |                        |  |
|  |                                 |                                 |                                 |        | 1B | La Salle             | 1                    |                      |  |    |                        |                        |                        |  |
|  |                                 |                                 | 2A                              | CAN    | 3  |                      |                      |                      |  |    |                        |                        |                        |  |
|  | 2A                              | CAN                             | 2A                              | CAN    | 3  | 3                    |                      |                      |  |    |                        |                        |                        |  |
|  | 2A                              | CAN                             |                                 |        |    |                      |                      |                      |  |    |                        |                        |                        |  |
|  | 3B                              | Pichincha                       | 2                               |        |    |                      |                      |                      |  |    |                        |                        |                        |  |
|  | 3B                              | Pichincha                       | 2                               |        |    |                      |                      |                      |  |    |                        |                        |                        |  |
|  |                                 |                                 |                                 |        |    |                      |                      |                      |  |    |                        |                        |                        |  |

- Nota: En cada llave, el equipo que figura en la parte superior de la llave cuentan con ventaja de campo.

## Cuartos de Final
Calero vs Peñarol
| 24 de agosto, 20:30 | Calero                                                           | 104–85               | Peñarol                                                          | Potosí                                                                           |  |  |
|                     | Parciales: 36-24, 24-20, 22-22, 22-19                            |                      |                                                                  |                                                                                  |  |  |
|                     | Estadísticas Michael Liabo 29 William Green III 10 Ronald Arze 4 | Reporte Pts Reb Asts | Estadísticas 30 Milos Petkovic 7 Milos Petkovic 2 Veimar Parraga | Pabellón: Ciudad de Potosí Árbitros: * Arturo Murillo* Tito Ugarte* Jorge Canaza |  |  |
| Serie: 1 - 0        |                                                                  |                      |                                                                  |                                                                                  |  |  |
|                     |                                                                  |                      |                                                                  |                                                                                  |  |  |

| 25 de agosto, 20:30 | Calero                                                            | 114–101              | Peñarol                                                               | Potosí                                                                                 |  |  |
|                     | Parciales: 27-18, 34-17, 32-28, 21-38                             |                      |                                                                       |                                                                                        |  |  |
|                     | Estadísticas Cristhian Camargo 27 Juan Valdivia 7 Michael Liabo 6 | Reporte Pts Reb Asts | Estadísticas 28 Diondre Myson 11 Harold Villarroel 3 Brandon Antezana | Pabellón: Ciudad de Potosí Árbitros: * Arturo Murillo* Jassmani Choque* Daniel Jiménez |  |  |
| Serie: 2 - 0        |                                                                   |                      |                                                                       |                                                                                        |  |  |
|                     |                                                                   |                      |                                                                       |                                                                                        |  |  |

| 28 de agosto, 20:30 | Peñarol                                                      | 91–104               | Calero                                                        | Quillacollo, Cochabamba                                                             |  |  |
|                     | Parciales: 17-22, 27-33, 25-30, 22-19                        |                      |                                                               |                                                                                     |  |  |
|                     | Estadísticas Diondre Pratt 29 Diondre Pratt 7 Josue Guerra 5 | Reporte Pts Reb Asts | Estadísticas 29 Louis Munks III 4 Michael Liabo 9 Ronald Arze | Pabellón: Max Fernández Árbitros: * Vladimir Revollo* Pastor Cruz* Alejandro Vargas |  |  |
| Serie: 0 - 3        |                                                              |                      |                                                               |                                                                                     |  |  |
|                     |                                                              |                      |                                                               |                                                                                     |  |  |

CAN vs Pichincha
| 24 de agosto, 20:30 | CAN                                                                    | 84–73                | Pichincha                                                        | Oruro                                                                          |  |  |
|                     | Parciales: 22-25, 15-13, 18-14, 29-21                                  |                      |                                                                  |                                                                                |  |  |
|                     | Estadísticas Howard Crawford 20 Howard Crawford 13 Agustín Ambrosino 5 | Reporte Pts Reb Asts | Estadísticas 18 Luis Choque 10 Trevante Denzelle 3 Warren Girard | Pabellón: Coliseo CAN Árbitros: * Franklin Garcí* Daniel Vega* Ariel Almendras |  |  |
| Serie: 1 - 0        |                                                                        |                      |                                                                  |                                                                                |  |  |
|                     |                                                                        |                      |                                                                  |                                                                                |  |  |

La Salle vs Amistad
| 24 de agosto, 20:30 | La Salle                                                         | 92–81                | Amistad                                                                | Tarija                                                                                        |  |  |
|                     | Parciales: 20-30, 22-15, 29-15, 21-21                            |                      |                                                                        |                                                                                               |  |  |
|                     | Estadísticas Michael Flores 35 Derwin Ramirez 7 Derwin Ramirez 4 | Reporte Pts Reb Asts | Estadísticas 32 George Willians 12 Tirrell Brown II 3 Tirrell Brown II | Pabellón: Guadalquivir Básquetbol Árbitros: * Mario Guefrra* Jassmany Choque* Jhonny Zambrana |  |  |
| Serie: 1 - 0        |                                                                  |                      |                                                                        |                                                                                               |  |  |
|                     |                                                                  |                      |                                                                        |                                                                                               |  |  |

| 25 de agosto, 20:30 | La Salle                                                     | 80–77                | Amistad                                                          | Tarija                                                                                   |  |  |
|                     | Parciales: 29-13, 15-14, 11-26, 25-24                        |                      |                                                                  |                                                                                          |  |  |
|                     | Estadísticas Michael Flores 22 Scott James 13 Martin Ochoa 4 | Reporte Pts Reb Asts | Estadísticas 25 George Willians 8 Tirrell Brown II 2 Devin Henry | Pabellón: Guadalquivir Básquetbol Árbitros: * Mario Guerra* Jhonny Zambrana* Tito Ugarte |  |  |
| Serie: 2 - 0        |                                                              |                      |                                                                  |                                                                                          |  |  |
|                     |                                                              |                      |                                                                  |                                                                                          |  |  |

| 28 de agosto, 20:30 | Amistad                                                               | 95–92                | La Salle                                                               | Sucre                                                                                    |  |  |
|                     | Parciales: 25-14, 26-27, 26-28, 18-23                                 |                      |                                                                        |                                                                                          |  |  |
|                     | Estadísticas George Willians 28 Tirrell Brown II 9 Joaquín Sandoval 4 | Reporte Pts Reb Asts | Estadísticas 24 Derwin Ramirez 10 Scott James Sill II 5 Michael Flores | Pabellón: Polideportivo Garcilazo Árbitros: * Franklin García* Mario Guerra* Tito Ugarte |  |  |
| Serie: 1 - 2        |                                                                       |                      |                                                                        |                                                                                          |  |  |
|                     |                                                                       |                      |                                                                        |                                                                                          |  |  |

| 29 de agosto, 20:30 | Amistad                                                         | 107–100              | La Salle                                                          | Sucre                                                                                      |  |  |
|                     | Parciales: 23-21, 25-31, 32-19, 27-29                           |                      |                                                                   |                                                                                            |  |  |
|                     | Estadísticas George Willians 30 Camilo Dueñas 6 Camilo Dueñas 7 | Reporte Pts Reb Asts | Estadísticas 27 Michael Flores 7 Michael Flores 4 Manuel Gallardo | Pabellón: Polideportivo Garcilazo Árbitros: * Daniel Vega* Johny Zambrana* Jassmany Choque |  |  |
| Serie: 2 - 2        |                                                                 |                      |                                                                   |                                                                                            |  |  |
|                     |                                                                 |                      |                                                                   |                                                                                            |  |  |

| 1 de septiembre, 20:30 | La Salle                                                                 | 87–79                | Amistad                                                           | Tarija                                                                                  |  |  |
|                        | Parciales: 24-27, 23-28, 21-10, 19-14                                    |                      |                                                                   |                                                                                         |  |  |
|                        | Estadísticas Michael Flores 39 Scott James Sill II 15 Brighan Espinoza 3 | Reporte Pts Reb Asts | Estadísticas 27 George Willians 11 Tirrell Brown II 3 Devin Henry | Pabellón: Guadalquivir Básquetbol Árbitros: * Arturo Murillo* Tito Ugarte* Jerry Rivero |  |  |
| Serie: 3 - 2           |                                                                          |                      |                                                                   |                                                                                         |  |  |
|                        |                                                                          |                      |                                                                   |                                                                                         |  |  |

Rubair vs La Salle Olympic
| 24 de agosto, 20:30 | Rubair                                                           | 84–77                | La Salle Olympic                                                     | Quillacollo, Cochabamba                                                            |  |  |
|                     | Parciales: 19-20, 15-23, 25-13, 25-21                            |                      |                                                                      |                                                                                    |  |  |
|                     | Estadísticas Reimer Machado 25 Reimer Machado 9 Reimer Machado 2 | Reporte Pts Reb Asts | Estadísticas 30 Joseph Osaretin 12 Miguel Barriola 5 Miguel Barriola | Pabellón: Max Fernandez Árbitros: * Vladimir Revollo* Pastor Cruz* Hugo de la Riva |  |  |
| Serie: 1 - 0        |                                                                  |                      |                                                                      |                                                                                    |  |  |
|                     |                                                                  |                      |                                                                      |                                                                                    |  |  |

| 25 de agosto, 20:30 | Rubair                                                               | 79–96                | La Salle Olympic                                                  | Quillacollo, Cochabamba                                                        |  |  |
|                     | Parciales: 17-25, 19-32, 22-15, 21-24                                |                      |                                                                   |                                                                                |  |  |
|                     | Estadísticas Reimer Machado 30 Gregoris Curvelo 14 Reimer Machado 11 | Reporte Pts Reb Asts | Estadísticas 27 Diego Olguin 17 Miguel Barriola 5 Joseph Osaretin | Pabellón: Max Fernandez Árbitros: * Vladimir Revollo* Jose Guerra* Pastor Cruz |  |  |
| Serie: 1 - 1        |                                                                      |                      |                                                                   |                                                                                |  |  |
|                     |                                                                      |                      |                                                                   |                                                                                |  |  |

| 28 de agosto, 20:30 | La Salle Olympic                                                     | 82–89                | Rubair                                                            | Cochabamba                                                                        |  |  |
|                     | Parciales: 27-16, 17-26, 23-24, 15-23                                |                      |                                                                   |                                                                                   |  |  |
|                     | Estadísticas Joseph Osaretin 24 Joseph Osaretin 11 Miguel Barriola 5 | Reporte Pts Reb Asts | Estadísticas 23 Gregoris Curvelo 12 Reimer Machado 6 Eduardo Rios | Pabellón: Grover Suárez Árbitros: * José Guerra* Ariel Almendras* Hugo De La Riva |  |  |
| Serie: 1 - 2        |                                                                      |                      |                                                                   |                                                                                   |  |  |
|                     |                                                                      |                      |                                                                   |                                                                                   |  |  |

| 29 de agosto, 20:30 | La Salle Olympic                                                   | 98–86                | Rubair                                                             | Cochabamba                                                                             |  |  |
|                     | Parciales: 24-16, 28-24, 21-23, 25-23                              |                      |                                                                    |                                                                                        |  |  |
|                     | Estadísticas Joseph Osaretin 36 Joseph Osaretin 9 Ariel Alvarado 4 | Reporte Pts Reb Asts | Estadísticas 36 Gregoris Curvelo 8 Reimer Machado 2 Reimer Machado | Pabellón: Grover Suárez Árbitros: * Arturo Murillo* Vladimir Revollo* Alejandro Vargas |  |  |
| Serie: 2 - 2        |                                                                    |                      |                                                                    |                                                                                        |  |  |
|                     |                                                                    |                      |                                                                    |                                                                                        |  |  |

| 31 de agosto, 21:00 | Rubair                                                          | 86–80                | La Salle Olympic                                                 | Quillacollo, Cochabamba                                                        |  |  |
|                     | Parciales: 27-26, 17-17, 19-25, 23-12                           |                      |                                                                  |                                                                                |  |  |
|                     | Estadísticas Reimer Machado 29 Eduardo Rios 17 Reimer Machado 5 | Reporte Pts Reb Asts | Estadísticas 24 Diego Olguin 9 Miguel Barriola 6 Miguel Barriola | Pabellón: Max Fernández Árbitros: * Mario Guerra* Jassmany Choque* Tito Ugarde |  |  |
| Serie: 3 - 2        |                                                                 |                      |                                                                  |                                                                                |  |  |
|                     |                                                                 |                      |                                                                  |                                                                                |  |  |

## Semifinales
Calero vs Rubair
| 4 de septiembre, 20:30 | Calero                                                      | 105–83               | Rubair                                                             | Potosí                                                                           |  |  |
|                        | Parciales: 28-15, 21-24, 25-24, 31-20                       |                      |                                                                    |                                                                                  |  |  |
|                        | Estadísticas Michael Liabo 29 Michael Liabo 9 Ronald Arze 9 | Reporte Pts Reb Asts | Estadísticas 28 Eduardo Rios 13 Reimer Machado 4 Miguel Justiniano | Pabellón: Ciudad de Potosí Árbitros: * Jhonny Zambrana* Daniel Vega* Tito Ugarte |  |  |
| Serie: 1 - 0           |                                                             |                      |                                                                    |                                                                                  |  |  |
|                        |                                                             |                      |                                                                    |                                                                                  |  |  |

| 5 de septiembre, 20:30 | Calero                                                              | 106–84               | Rubair                                                                | Potosí                                                                                  |  |  |
|                        | Parciales: 18-22, 26-21, 37-19, 25-22                               |                      |                                                                       |                                                                                         |  |  |
|                        | Estadísticas Louis Munks III 28 Juan Valdivia 7 Cristhian Camargo 5 | Reporte Pts Reb Asts | Estadísticas 31 Gregoris Curvelo 13 Gregoris Curvelo 5 Reimer Machado | Pabellón: Ciudad de Potosí Árbitros: * Jassmany Choque* Jhonny Zambrana* Daniel Jimenez |  |  |
| Serie: 2 - 0           |                                                                     |                      |                                                                       |                                                                                         |  |  |
|                        |                                                                     |                      |                                                                       |                                                                                         |  |  |

| 7 de septiembre, 21:00 | Rubair                                                              | 98–106               | Calero                                                          | Quillacollo, Cochabamba                                                        |  |  |
|                        | Parciales: 23-29, 15-26, 31-29, 29-22                               |                      |                                                                 |                                                                                |  |  |
|                        | Estadísticas Gregoris Curvelo 34 Reimer Machado 15 Reimer Machado 8 | Reporte Pts Reb Asts | Estadísticas 27 Michael Liabo 9 Ronald Arze 5 Cristhian Camargo | Pabellón: Max Fernández Árbitros: * Daniel Vega* Pastor Cruz* Alejandro Vargas |  |  |
| Serie: 0 - 3           |                                                                     |                      |                                                                 |                                                                                |  |  |
|                        |                                                                     |                      |                                                                 |                                                                                |  |  |

La Salle vs CAN
| 4 de septiembre, 20:30 | La Salle                                                               | 88–78                | CAN                                                                  | Tarija                                                                                       |  |  |
|                        | Parciales: 22-18, 16-19, 29-20, 21-21                                  |                      |                                                                      |                                                                                              |  |  |
|                        | Estadísticas Michael Flores 27 Scott James Sill II 11 Michael Flores 6 | Reporte Pts Reb Asts | Estadísticas 24 Howard Crawford 10 Howard Crawford 3 Howard Crawford | Pabellón: Guadalquivir Básquetbol Árbitros: * Mario Guerra* Franklin García* Ariel Almendras |  |  |
| Serie: 1 - 0           |                                                                        |                      |                                                                      |                                                                                              |  |  |
|                        |                                                                        |                      |                                                                      |                                                                                              |  |  |

| 5 de septiembre, 20:30 | La Salle                                                            | 72–73                | CAN                                                                | Tarija                                                                                       |  |  |
|                        | Parciales: 16-21, 16-24, 18-10, 22-18                               |                      |                                                                    |                                                                                              |  |  |
|                        | Estadísticas Michael Flores 35 Scott James Sill II 8 Martín Ochoa 7 | Reporte Pts Reb Asts | Estadísticas 16 Howard Crawford 13 Albert Flores 4 Howard Crawford | Pabellón: Guadalquivir Básquetbol Árbitros: * Mario Guerra* Franklin García* Ariel Almendras |  |  |
| Serie: 1 - 1           |                                                                     |                      |                                                                    |                                                                                              |  |  |
|                        |                                                                     |                      |                                                                    |                                                                                              |  |  |

| 8 de septiembre, 20:30 | CAN                                                                | 80–76                | La Salle                                                         | Oruro                                                                       |  |  |
|                        | Parciales: 22-17, 24-15, 13-25, 21-19                              |                      |                                                                  |                                                                             |  |  |
|                        | Estadísticas Pedro Gutierrez 20 Howard Crawford 16 Celmar Alanes 3 | Reporte Pts Reb Asts | Estadísticas 30 Michael Flores 9 Derwin Ramirez 4 Derwin Ramirez | Pabellón: Coliseo CAN Árbitros: * Arturo Murillo* Daniel Vega* Jerry Rivero |  |  |
| Serie: 3 - 1           |                                                                    |                      |                                                                  |                                                                             |  |  |
|                        |                                                                    |                      |                                                                  |                                                                             |  |  |

## Finales
Calero vs CAN
| 15 de septiembre, 20:30 | Calero                                                             | 89–86                | CAN                                                                  | Potosí                                                                                 |  |  |
|                         | Parciales: 23-24, 12-20, 31-13, 23-29                              |                      |                                                                      |                                                                                        |  |  |
|                         | Estadísticas Louis Munks III 25 William Green III 8 Ronald Arze 10 | Reporte Pts Reb Asts | Estadísticas 24 Howard Crawford 10 Howard Crawford 4 Pedro Gutierrez | Pabellón: Ciudad de Potosí Árbitros: * Vladimir Revollo* Jerry Rivero* Jassmany Choque |  |  |
| Serie: 2 - 0            |                                                                    |                      |                                                                      |                                                                                        |  |  |
|                         |                                                                    |                      |                                                                      |                                                                                        |  |  |

CALERO CAMPEÓN DE LA LIBOBÁSQUET 2018
SEGUNDO TÍTULO

### Plantilla del equipo campeón
| Calero (Potosí)             | Calero (Potosí)                  | Calero (Potosí) | Calero (Potosí) | Calero (Potosí) | Calero (Potosí) | Calero (Potosí)                   |
| Num                         | Jugador                          | Pos             | PJ              | Altura          | Ciudad Natal    | Edad                              |
| --------------------------- | -------------------------------- | --------------- | --------------- | --------------- | --------------- | --------------------------------- |
| 3                           | Louis Charles Munks III          | B               | 21              | 1,90 m (6′ 3″)  | Arlington, TX   | 27 de diciembre de 1990 (34 años) |
| 4                           | Ruben Gonzales Martínez          | AP              | 16              | 1,75 m (5′ 9″)  |                 | 17 de octubre de 1995 (29 años)   |
| 5                           | Michael Jhon Liabo               | A               | 21              | 2,00 m (6′ 7″)  |                 | 30 de abril de 1991 (33 años)     |
| 6                           | David Oscar Oros Quiroga         | A               | 11              | 1,80 m (5′ 11″) | Potosí          | 06 de enero de 1988 (37 años)     |
| 7                           | Cristhian Camargo Llanos         | A               | 20              | 1,96 m (6′ 5″)  | Cochabamba      | 14 de noviembre de 1993 (31 años) |
| 8                           | Abraham De Guzman Machaca Mamani |                 | 4               |                 | Potosí          | 08 de agosto de 1997 (27 años)    |
| 9                           | Jhasmani Carlos Checa Florez     | P               | 9               |                 | Potosí          | 15 de mayo de 1993 (31 años)      |
| 10                          | Ronald Ivan Arze Soria           | B               | 21              | 1,77 m (5′ 10″) | Cochabamba      | 22 de marzo de 1993 (32 años)     |
| 11                          | Axel Veizaga Vargas              | A               | 21              | 1,82 m (6′ 0″)  | Cochabamba      | 28 de junio de 1996 (28 años)     |
| 13                          | William Jerald Green III         | A               | 15              | 2,01 m (6′ 7″)  | Orlando, FL     | 28 de agosto de 1991 (33 años)    |
| 15                          | Ognjenovic Dusan                 | P               | 6               | 2,16 m (7′ 1″)  |                 | 09 de enero de 1991 (34 años)     |
| 21                          | Juan Nicolaz Valdivia Nogalez    | AP              | 21              | 1,82 m (6′ 0″)  |                 | 24 de abril de 1985 (39 años)     |
| 30                          | Oscar Alborta Flores             |                 | 6               |                 | Potosí          | 17 de julio de 1990 (34 años)     |
| 35                          | Erick Adrian Orozco Fernandez    |                 | 3               |                 |                 | 17 de diciembre de 1999 (25 años) |
| 59                          | Cristhian Javier Leon Gutierrez  | B               | 4               |                 | Potosí          | 18 de marzo de 1995 (30 años)     |
| 75                          | Oscar Marcelo Fuertes Fernandez  |                 | 9               |                 |                 | 11 de marzo de 2000 (25 años)     |
|                             | Jose Ignacio Condori Bonifaz     |                 | 0               |                 |                 | 23 de abril de 1991 (33 años)     |
| Entrenador: Giovanny Vargas |                                  |                 |                 |                 |                 |                                   |

- Datos de la página oficial de FIBA y la Federación Boliviana de Básquetbol.
- Se cuentan todos los partidos del torneo.

### Equipo del Torneo
Los siguientes jugadores fueron los mejores jugadores de la temporada 2019.
| Posición  | Jugador                         | Club                    | Temporada Pt-Reb-As |
| --------- | ------------------------------- | ----------------------- | ------------------- |
| Base      | Michael Alejandro Flores Urbaez | La Salle (Tarija)       | 30-6-3              |
| Escolta   | Louis Charles Munks III         | Calero (Potosí)         | 21-6-3              |
| Alero     | Joseph Osaretin Efese           | La Salle Olympic (Cbba) | 23-9-2              |
| Ala-Pívot | Miguel Ramon la Lemos           | La Salle Olympic (Cbba) | 22-10-3             |
| Pívot     | Daniel Nembhard Lacret          | And-1 (La Paz)          | 27-12-2             |

## Liguilla de Descenso
La fase final de la liguilla de descenso se jugará al mejor de 3 partidos en todas las fases.

### Ronda 1
Carl A-Z vs And-1
| 22 de agosto, 20:30 | And-1                                                           | 82–84                | Carl A-Z                                                | La Paz                                                                                       |  |  |
|                     | Parciales: 24-24, 15-14, 21-24, 22-22                           |                      |                                                         |                                                                                              |  |  |
|                     | Estadísticas Dariel Maza 23 Daniel Nembhard 15 Diego Orihuela 4 | Reporte Pts Reb Asts | Estadísticas 24 Paul Larsen 7 Diego Soto 4 Javier Amado | Pabellón: Julio Borelli Viterito Árbitros: * Johnny Zambrana* Jose Jerry Rivero* Jorge Canaz |  |  |
| Serie: 0 - 1        |                                                                 |                      |                                                         |                                                                                              |  |  |
|                     |                                                                 |                      |                                                         |                                                                                              |  |  |

| 24 de agosto, 20:30 | Carl A-Z                                                  | 104–80               | And-1                                                            | Oruro                                                                                            |  |  |
|                     | Parciales: 25-16, 24-19, 33-20, 22-25                     |                      |                                                                  |                                                                                                  |  |  |
|                     | Estadísticas Paul Larsen 27 Ronald Farmer 13 Diego Soto 3 | Reporte Pts Reb Asts | Estadísticas 37 Daniel Nembhard 14 Daniel Nembhard 2 Eynar Rojas | Pabellón: Luis Lzzo Quinteros Árbitros: * Juan Carlos Torrez* Alejandro Vargas* Rodrigo Mendieta |  |  |
| Serie: 2 - 0        |                                                           |                      |                                                                  |                                                                                                  |  |  |
|                     |                                                           |                      |                                                                  |                                                                                                  |  |  |

Universidad vs Vikingos
| 22 de agosto, 20:30 | Vikingos                                                    | 77–68                | Universidad                                                | Tarija                                                                                            |  |  |
|                     | Parciales: 19-10, 22-19, 18-21, 18-18                       |                      |                                                            |                                                                                                   |  |  |
|                     | Estadísticas Elvis Baez 35 Rafael Rodrigues 27 Deibid Gil 4 | Reporte Pts Reb Asts | Estadísticas 27 Duane James 13 Jiovani Rojas 6 Duane James | Pabellón: Guadalquivir Básquetbol Árbitros: * Jassmani Choque* Zenon Miranda* Juan Carlos Galarza |  |  |
| Serie: 1 - 0        |                                                             |                      |                                                            |                                                                                                   |  |  |
|                     |                                                             |                      |                                                            |                                                                                                   |  |  |

| 24 de agosto, 20:30 | Universidad                                                | 76–74                | Vikingos                                                           | Santa Cruz                                                                                |  |  |
|                     | Parciales: 28-18, 15-14, 10-25, 23-17                      |                      |                                                                    |                                                                                           |  |  |
|                     | Estadísticas Duane James 26 Jiovani Rojas 13 Duane James 4 | Reporte Pts Reb Asts | Estadísticas 23 Elvis Baez 18 Rafael Rodrigues 4 Fabian Montellano | Pabellón: Gilberto Pareja Árbitros: * Esrrael Condori* Fabricio Flores* Jhonnatan Foronda |  |  |
| Serie: 1 - 1        |                                                            |                      |                                                                    |                                                                                           |  |  |
|                     |                                                            |                      |                                                                    |                                                                                           |  |  |

| 25 de agosto, 20:30 | Universidad                                             | 61–57                | Vikingos                                                    | Santa Cruz                                                                                |  |  |
|                     | Parciales: 23-10, 11-20, 14-17, 13-10                   |                      |                                                             |                                                                                           |  |  |
|                     | Estadísticas Duane James 24 Duane James 9 Duane James 5 | Reporte Pts Reb Asts | Estadísticas 20 Elvis Baez 15 Rafael Rodrigues 2 Deybid Gil | Pabellón: Gilberto Pareja Árbitros: * Esrrael Condori* Fabricio Flores* Jhonnatan Foronda |  |  |
| Serie: 2 - 1        |                                                         |                      |                                                             |                                                                                           |  |  |
|                     |                                                         |                      |                                                             |                                                                                           |  |  |

- CARL A-Z y UNIVERSIDAD se quedan en la Libobásquet.
- VIKINGOS DE TARIJA descendió directamente por abandono en el tercer partido.
- AND-1 DE LA PAZ jugaría el descenso indirecto con el sub-campeón de la LSBB 2019

## Líderes de las estadísticas de la temporada
| GENERAL                 | GENERAL                         | GENERAL  | GENERAL |
| Categoría               | Jugador                         | Equipo   | Prom.   |
| ----------------------- | ------------------------------- | -------- | ------- |
| Puntos por partido      | Michael Alejandro Flores Urbaez | La Salle | 30,45   |
| Dobles por partido      | Michael Alejandro Flores Urbaez | La Salle | 10,85   |
| Triples por partido     | Pedro Antonio Gutierrez Lopez   | CAN      | 3,29    |
| Asistencias por partido | Ronald Ivan Arze Soria          | Calero   | 5,9     |
| Rebotes por partido     | Rafael Rodrigues                | Vikingos | 13,64   |
| Bloqueos por partido    | Daniel Nembhard Lacret          | And-1    | 2,07    |
| Robos por partido       | Gregoris Eduardo Curvelo Suarez | Rubair   | 2,6     |

| PUNTOS PROMEDIO | PUNTOS PROMEDIO                 | PUNTOS PROMEDIO  | PUNTOS PROMEDIO |
| Pos             | Jugador                         | Equipo           | Prom./Pts.      |
| --------------- | ------------------------------- | ---------------- | --------------- |
| 1               | Michael Alejandro Flores Urbaez | La Salle         | 30,45           |
| 2               | Scheraun La Stan Earl King      | Carl A-Z         | 28,7            |
| 3               | Daniel Nembhard Lacret          | And-1            | 24,43           |
| 4               | Gregoris Eduardo Curvelo Suarez | Rubair           | 24,85           |
| 5               | George Willians Attitebi        | Amistad          | 24,53           |
| 6               | Milos Petkovic                  | Peñarol          | 23,73           |
| 7               | Miguel Ramon la Lemos           | La Salle Olympic | 22,41           |
| 8               | Joseph Osaretin Efese           | La Salle Olympic | 22,24           |
| 9               | Reimer Ulises Machado Serrano   | Rubair           | 22,1            |
| 10              | Elvis Johan Baez Bolivar        | Vikingos         | 22,09           |

| REBOTES PROMEDIO | REBOTES PROMEDIO                | REBOTES PROMEDIO | REBOTES PROMEDIO |
| Pos              | Jugador                         | Equipo           | Prom./Pts.       |
| ---------------- | ------------------------------- | ---------------- | ---------------- |
| 1                | Rafael Rodrigues                | Vikingos         | 13,64            |
| 2                | Daniel Nembhard Lacret          | And-1            | 12,14            |
| 3                | Gregoris Eduardo Curvelo Suarez | Rubair           | 10,7             |
| 4                | Scott James Sill II             | La Salle         | 10,67            |
| 5                | Reimer Ulises Machado Serrano   | Rubair           | 9,7              |
| 6                | Miguel Ramon la Lemos           | La Salle Olympic | 9,65             |
| 7                | Joseph Osaretin Efese           | La Salle Olympic | 8,94             |
| 8                | Dariel Maza Flores              | And-1            | 8,83             |
| 9                | Milos Petkovic                  | Peñarol          | 8,8              |
| 10               | Howard Earl Crawford Jr.        | CAN              | 8,78             |

| ASISTENCIAS PROMEDIO | ASISTENCIAS PROMEDIO            | ASISTENCIAS PROMEDIO | ASISTENCIAS PROMEDIO |
| Pos                  | Jugador                         | Equipo               | Prom./Pts.           |
| -------------------- | ------------------------------- | -------------------- | -------------------- |
| 1                    | Ronald Ivan Arze Soria          | Calero               | 5,9                  |
| 2                    | Reimer Ulises Machado Serrano   | Rubair               | 5,5                  |
| 3                    | Carlos Romero Caballero         | Pichincha            | 4,94                 |
| 4                    | Elvis Johan Baez Bolivar        | Vikingos             | 4,09                 |
| 5                    | Martín Ochoa Castañon           | La Salle             | 3,95                 |
| 6                    | Warren Girard Jones Jr.         | Pichincha            | 3,5                  |
| 7                    | Miguel Ramon la Lemos           | La Salle Olympic     | 3,47                 |
| 8                    | Fabian Montellano Ibarra        | Vikingos             | 3,4                  |
| 9                    | Louis Charles Munks III         | Calero               | 3,33                 |
| 10                   | Michael Alejandro Flores Urbaez | La Salle             | 3,3                  |

| TAPONES PROMEDIO | TAPONES PROMEDIO              | TAPONES PROMEDIO | TAPONES PROMEDIO |
| Pos              | Jugador                       | Equipo           | Prom./Pts.       |
| ---------------- | ----------------------------- | ---------------- | ---------------- |
| 1                | Daniel Nembhard Lacret        | And-1            | 2,07             |
| 2                | Joseph Osaretin Efese         | La Salle Olympic | 1                |
| 3                | Rafael Rodrigues              | Vikingos         | 1                |
| 4                | Wendell Lewis                 | Universidad      | 0,88             |
| 5                | Howard Earl Crawford Jr.      | CAN              | 0,83             |
| 6                | Paul Timothy Larsen           | Carl A-Z         | 0,71             |
| 7                | Eduardo Luis Rios Leon        | Rubair           | 0,67             |
| 8                | Reimer Ulises Machado Serrano | Rubair           | 0,6              |
| 9                | Jeffery Tyrone Stubbs         | CAN              | 0,58             |
| 10               | Jiovani Jesus Rojas Sanz      | Universidad      | 0,54             |

| RECUPERACIONES PROMEDIO | RECUPERACIONES PROMEDIO         | RECUPERACIONES PROMEDIO | RECUPERACIONES PROMEDIO |
| Pos                     | Jugador                         | Equipo                  | Prom./Pts.              |
| ----------------------- | ------------------------------- | ----------------------- | ----------------------- |
| 1                       | Gregoris Eduardo Curvelo Suarez | Rubair                  | 2,6                     |
| 2                       | Reimer Ulises Machado Serrano   | Rubair                  | 2,4                     |
| 3                       | Michael Alejandro Flores Urbaez | La Salle                | 2,25                    |
| 4                       | Celmar Jesus Alanes Coca        | CAN                     | 2,1                     |
| 5                       | Mauricio Rodrigo Tola Rios      | Carl A-Z                | 2                       |
| 6                       | Manuel Cuevas Gallardo          | La Salle                | 1,95                    |
| 7                       | Warren Girard Jones Jr.         | Pichincha               | 1,86                    |
| 8                       | Prince Samuels                  | Vikingos                | 1,83                    |
| 9                       | Diego Hernan Burgos Salvatierra | Universidad             | 1,73                    |
| 10                      | Duane Anthony James             | Universidad             | 1,67                    |

| FALTAS RECIBIDAS PROMEDIO | FALTAS RECIBIDAS PROMEDIO       | FALTAS RECIBIDAS PROMEDIO | FALTAS RECIBIDAS PROMEDIO |
| Pos                       | Jugador                         | Equipo                    | Prom./Pts.                |
| ------------------------- | ------------------------------- | ------------------------- | ------------------------- |
| 1                         | Daniel Nembhard Lacret          | And-1                     | 7,86                      |
| 2                         | Michael Alejandro Flores Urbaez | La Salle                  | 6,9                       |
| 3                         | Scheraun La Stan Earl King      | Carl A-Z                  | 6,6                       |
| 4                         | Joseph Osaretin Efese           | La Salle Olympic          | 6,41                      |
| 5                         | Gregoris Eduardo Curvelo Suarez | Rubair                    | 6,35                      |
| 6                         | Reimer Ulises Machado Serrano   | Rubair                    | 5,8                       |
| 7                         | Elvis Johan Baez Bolivar        | Vikingos                  | 5,64                      |
| 8                         | Miguel Ramon la Lemos           | La Salle Olympic          | 5,41                      |
| 9                         | Jeffery Tyrone Stubbs           | CAN                       | 5,25                      |
| 10                        | Milos Petkovic                  | Peñarol                   | 5,07                      |

| DOS PUNTOS CONVERTIDOS PROMEDIO | DOS PUNTOS CONVERTIDOS PROMEDIO | DOS PUNTOS CONVERTIDOS PROMEDIO | DOS PUNTOS CONVERTIDOS PROMEDIO |
| Pos                             | Jugador                         | Equipo                          | Prom./Pts.                      |
| ------------------------------- | ------------------------------- | ------------------------------- | ------------------------------- |
| 1                               | Michael Alejandro Flores Urbaez | La Salle                        | 10,85                           |
| 2                               | Daniel Nembhard Lacret          | And-1                           | 10,64                           |
| 3                               | Gregoris Eduardo Curvelo Suarez | Rubair                          | 9,6                             |
| 4                               | Milos Petkovic                  | Peñarol                         | 9,27                            |
| 5                               | Joseph Osaretin Efese           | La Salle Olympic                | 7,94                            |
| 6                               | Reimer Ulises Machado Serrano   | Rubair                          | 7,5                             |
| 7                               | Tirrell Brown II Dwayne         | Amistad                         | 7,47                            |
| 8                               | Howard Earl Crawford Jr.        | CAN                             | 6,48                            |
| 9                               | Trevante Denzelle Drye          | Pichincha                       | 6,47                            |
| 10                              | Rafael Rodrigues                | Vikingos                        | 6,45                            |

| TRES PUNTOS CONVERTIDOS PROMEDIO | TRES PUNTOS CONVERTIDOS PROMEDIO | TRES PUNTOS CONVERTIDOS PROMEDIO | TRES PUNTOS CONVERTIDOS PROMEDIO |
| Pos                              | Jugador                          | Equipo                           | Prom./Pts.                       |
| -------------------------------- | -------------------------------- | -------------------------------- | -------------------------------- |
| 1                                | Pedro Antonio Gutierrez Lopez    | CAN                              | 3,29                             |
| 2                                | George Willians Attitebi         | Amistad                          | 3,12                             |
| 3                                | Scheraun La Stan Earl King       | Carl A-Z                         | 3                                |
| 4                                | Louis Charles Munks III          | Calero                           | 3                                |
| 5                                | Elvis Johan Baez Bolivar         | Vikingos                         | 2,91                             |
| 6                                | Michael Jhon Liabo               | Calero                           | 2,76                             |
| 7                                | Diego Olguin Pol                 | La Salle Olympic                 | 2,63                             |
| 8                                | Martin Ochoa Castañon            | La Salle                         | 2,45                             |
| 9                                | Prince Samuels                   | Vikingos                         | 2,42                             |
| 10                               | Mauro Javier Calvimonte Quiroga  | Peñarol                          | 2,42                             |

| PÉRDIDAS PROMEDIO | PÉRDIDAS PROMEDIO               | PÉRDIDAS PROMEDIO | PÉRDIDAS PROMEDIO |
| Pos               | Jugador                         | Equipo            | Prom./Pts.        |
| ----------------- | ------------------------------- | ----------------- | ----------------- |
| 1                 | Reimer Ulises Machado Serrano   | Rubair            | 4,75              |
| 2                 | Daniel Nembhard Lacret          | And-1             | 3,93              |
| 3                 | Joseph Osaretin Efese           | La Salle Olympic  | 3,82              |
| 4                 | Fabian Montellano Ibarra        | Vikingos          | 3,5               |
| 5                 | Duane Anthony James             | Universidad       | 3,47              |
| 6                 | Michael Alejandro Flores Urbaez | La Salle          | 3,45              |
| 7                 | Miguel Ramon la Lemos           | La Salle Olympic  | 3,35              |
| 8                 | Scheraun La Stan Earl King      | Carl A-Z          | 3,1               |
| 9                 | Elvis Johan Baez Bolivar        | Vikingos          | 3,09              |
| 10                | Rodison Starling Acosta Bello   | Vikingos          | 3                 |

- Actualizada al 19 de septiembre de 2018.
- Datos de la página oficial de Federación Boliviana de Básquetbol.